# João de Souza Lima (Erzbischof)
João de Souza Lima OCist (* 22. März 1913 in Tacaratu, Pernambuco, Brasilien; † 1. Oktober 1984 in Salvador, Bahia) war ein brasilianischer Ordensgeistlicher und römisch-katholischer Koadjutorerzbischof von São Salvador da Bahia.

## Leben
João de Souza Lima besuchte das Colégio Estadual de Pernambuco in Recife, bevor er 1933 in das Priesterseminar von Olinda eintrat, wo er Philosophie studierte. Von 1936 bis 1939 studierte er Katholische Theologie am Priesterseminar in São Leopoldo. João de Souza Lima empfing am 12. November 1939 das Sakrament der Priesterweihe. Anschließend unterrichtete er am Ginásio Diocesano Cristo Rei in Pesqueira.
Am 14. Mai 1949 ernannte ihn Papst Pius XII. zum Titularbischof von Derbe und zum Weihbischof in Diamantina. Der Bischof von Pesqueira, Adelmo Cavalcante Machado, spendete ihm am 21. September desselben Jahres die Bischofsweihe; Mitkonsekratoren waren der Bischof von Mossoró, João Batista Portocarrero Costa, und der Bischof von Garanhuns, Juvéncio de Brito.
Am 6. Februar 1955 bestellte ihn Pius XII. zum Bischof von Nazaré. João de Souza Lima wurde am 16. Januar 1958 Erzbischof von Manaus. Von 1972 bis 1975 war er zudem Apostolischer Administrator von Itacoatiara. Papst Johannes Paul II. ernannte ihn am 21. April 1980 zum Koadjutorerzbischof von São Salvador da Bahia. Am 19. Oktober 1981 nahm Johannes Paul II. das von João de Souza Lima vorgebrachte Rücktrittsgesuch an. Er trat 1983 der Ordensgemeinschaft der Zisterzienser in der Abtei Jequitibá bei.
João de Souza Lima nahm an allen vier Sitzungsperioden des Zweiten Vatikanischen Konzils teil.